# Basilica della Madonna della Quercia (Viterbo)
La Basilica della Madonna della Quercia è un santuario mariano situato a Viterbo nella frazione di Bagnaia, nel Lazio. Ha il titolo di basilica minore.

## Storia
Nel 1417, un artista locale dipinse un'icona della Vergine seguendo il disegno del pittore locale Maestro di Monte Martello. L'immagine fu collocata su una quercia in campagna e divenne oggetto di venerazione, che aumentò ulteriormente nel 1467 durante la peste nera. All'icona furono attribuiti miracoli e l'immagine fu collocata in una cappella.
La chiesa fu elevata al rango di basilica minore nel 1867 da papa Pio IX.

### Architettura e arte
Un altare fu eretto nel 1467 e una cappella fu commissionata da papa Paolo II. La cappella era inizialmente affiliata all'ordine dei Gesuati, un ordine toscano specializzato nell'assistenza ai pellegrini. Nel giro di pochi anni, i frati francescani sostituirono i preti dei Gesuati e commissionarono questa chiesa più grande, costruita tra il 1470 e il 1525. L'8 aprile 1578, la chiesa fu consacrata dal cardinale Giovanni Francesco Gambara, che è sepolto nella chiesa. L'evento fu celebrato con un ciclo di affreschi presso il Palazzo dei Priori a Viterbo. Il santuario acquisì numerosi mecenati, tra cui anche papi.
La facciata è costruita in pietra rustica. Le tre lunette del portale presentano decorazioni in terracotta raffiguranti la Madonna, Santi e Angeli (1504-1508), completate da Andrea della Robbia. Il campanile è a tre ordini di colonne. L'interno è a tre navate con soffitto progettato da Antonio da Sangallo il Giovane, raffigurante i simboli della Madonna, di papa Paolo III e del Leone, simbolo di Viterbo. Il campanile, costruito tra il 1481 e il 1505 da Ambrogio Barocci da Milano, fu demolito nel XVII secolo.

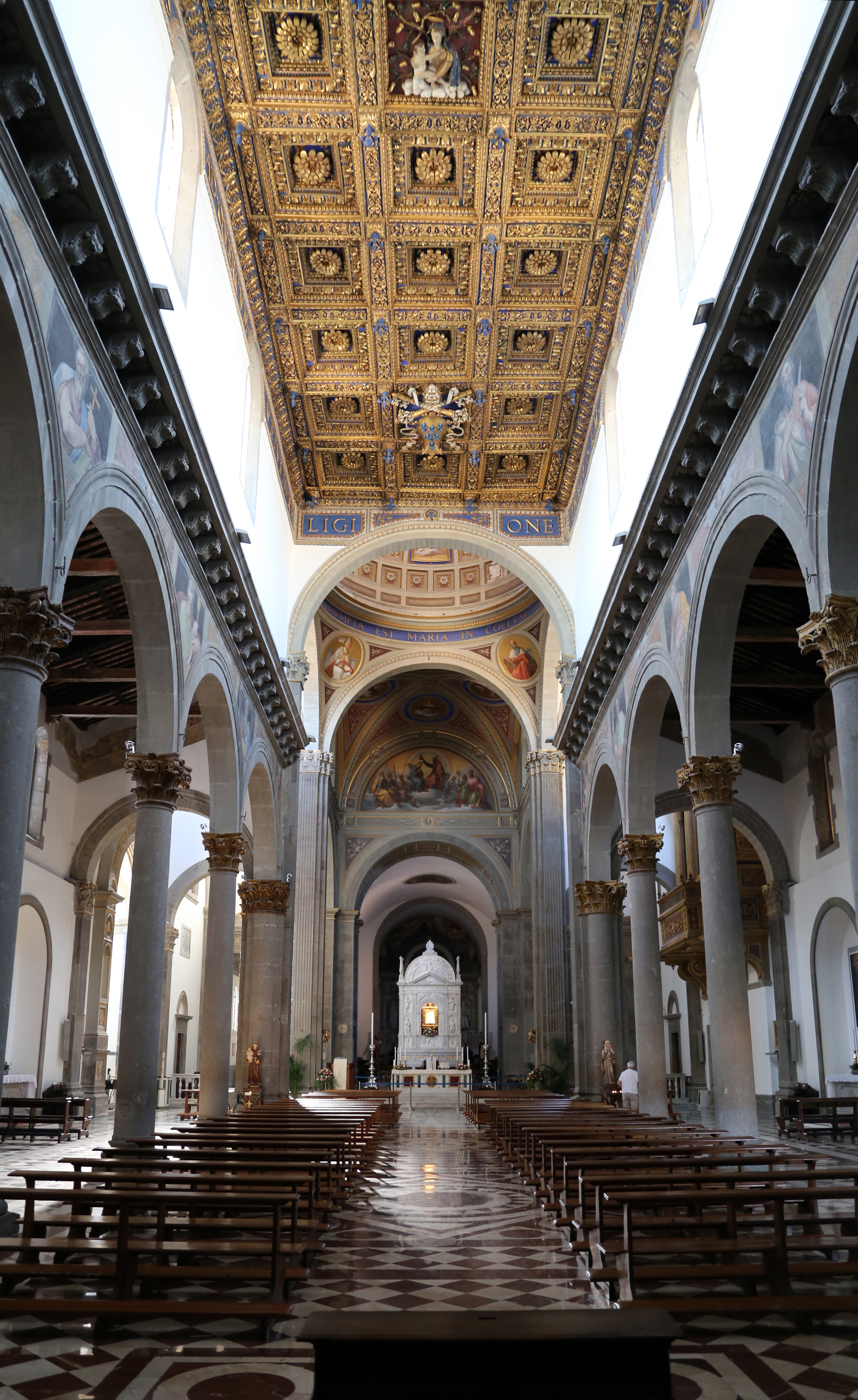
Navata interna

La controfacciata presenta un affresco (1636) raffigurante il Miracolo del prete di Canapina, opera di Angelo Pucciati. Le pareti delle cappelle presentano affreschi del XVII e XVIII secolo, staccati da chiese vicine soppresse o distrutte. Nel presbiterio si trova un piccolo tempietto (1490) di Andrea Bregno; i dipinti circostanti furono eseguiti da Michele Tosini, nipote di Domenico Ghirlandaio.
L'abside presenta intarsi negli stalli lignei del coro e nella volta è presente un tondo con una Madonna della Quercia (1519) di Monaldo Trofi detto il Truffetta. La pala dell'altare maggiore nel coro raffigura l'Incoronazione della Vergine, completata da Mariotto Albertinelli.
A sinistra della navata si trova una piccola stanza con ex voto, tra cui placche d'argento e dipinti dal XV al XVIII secolo raffiguranti miracoli attribuiti alla Madonna della Quercia. Contiene anche un busto di Cristo del XV secolo, opera di Matteo Civitali, e preziose decorazioni in corallo del XVI secolo.
Il convento di Santa Maria della Quercia ha due chiostri: uno costruito tra il 1550 e il 1663; l'altro coro, detto il Grande o della Fontana, ha un impianto rinascimentale con lunette affrescate del XVII secolo raffiguranti i miracoli della Madonna.